# Crăciunul la Evergreen
Crăciunul la Evergreen (titlu original: Christmas In Evergreen) este un film american de comedie de Crăciun din 2017 regizat de Alex Zamm. În rolurile principale au interpretat actorii Ashley Williams, Teddy Sears și Holly Robinson Peete.

## Distribuție
- Ashley Williams - Allie Shaw
- Teddy Sears - Ryan Bellamy
- Holly Robinson Peete - Michelle Lansing
- Jaeda Lily Miller - Zoe Bellamy
- Marcus Rosner - Spencer
- Barbara Niven - Carol Shaw
- Malcolm Stewart - Joe Shaw
- Keith Martin Gordey - Nick (narator)
- Lynda Boyd -  Barbara
- Chris Cope - Ezra Green
- Daryl Shuttleworth - Henry Miller
- Rukiya Bernard - Hannah Tucker
- Ronald Patrick Thompson - Gate Attendant
- Prince Justin Atkinson - Charlie
- Addison Gosselin - Snow Globe Girl
- Leonica Douglas - Front Desk Clerk (nemenționat)
- Răzvan Orban - Choir Member (nemenționat)[3]